# 新教堂 (卑尔根)
新教堂（Nykirken）是挪威卑尔根的一座巨大的白色石头教堂，位于诺德勒斯区濒临瓦根灣（Vågen）的新教堂广场（Nykirkeallmenningen）。它属于挪威教会的卑尔根教区。
新教堂是在1622年由尼尔斯·帕斯克主教献堂，名为圣三一堂。当时已有一些存在数百年的古老教堂，所以这所教堂被戏称为“新教堂”。该堂后来曾数次被焚毁又重建，一直是市中心最新的教堂。目前的教堂建于1764年，为巴洛克-洛可可风格。1944年4月20日，第二次世界大战期间，该堂曾遭德国军舰炮轰而受损。
2002年，卑尔根市中心几个堂区合并，新教堂仍在使用，因特别重视儿童，被称为“儿童教堂”。
教堂有750个座位。

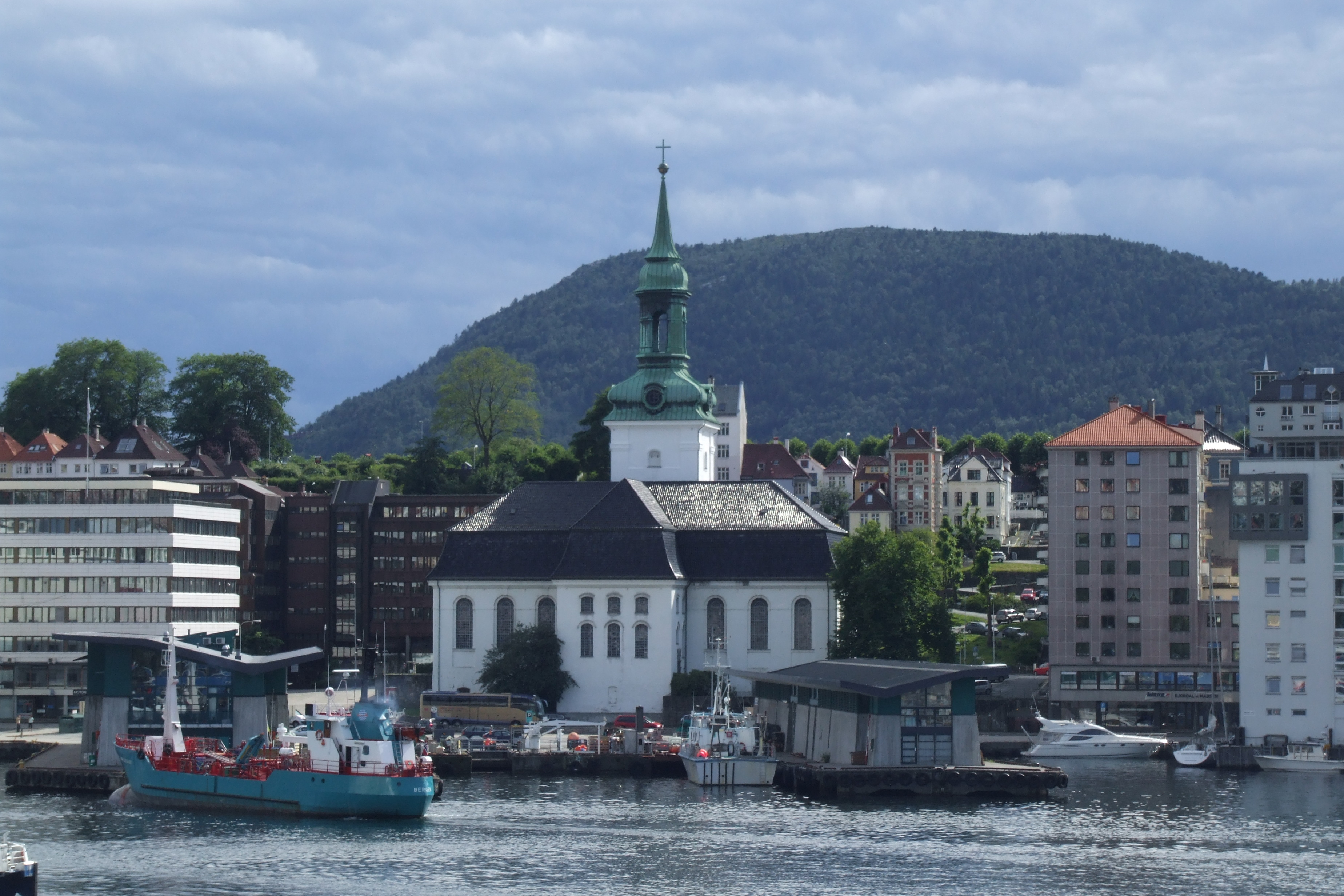

建筑师Johan Joachim Reichborn。